# Chroococcidiopsis
Chroococcidiopsis — рід ціанобактерій монотипової родини Chroococcidiopsidaceae.

## Опис
Колоній не утворює, може утворювати тимчасові скупчення. Клітини сферичні з синьо-зеленим, жовтуватим, сіруватим або червонуватим змістом, іноді злегка зернисті. Їхні скупчення вкриті тонкою, безбарвною плівкою.
Здатні до фотосинтезу. Серед представників роду є екстремофіли, що можуть вижити при високих чи низьких температурах, витримують іонізуюче випромінювання та повне висихання, високі перепади тиску та екстремальні рівні рН. Бактерії були знайдені в найгарячіших і найсухіших пустелях світу, у високогір'ї, солоних озерах, гарячих джерелах, в крижаній пустелі Антарктики і на поверхні скель. Деякі види живуть у симбіозі з лишайниками.

## Види
Рід включає 18 видів:
- Chroococcidiopsis bourrellyana Compère
- Chroococcidiopsis codiicola Beljakova
- Chroococcidiopsis cubana Komárek & Hindák
- Chroococcidiopsis doonensis R.B.Singh
- Chroococcidiopsis edaphica J.R.Johansen & Flechtner
- Chroococcidiopsis fissurarum (Ercegovic) Komárek & Anagnostidis
- Chroococcidiopsis indica Desikachary
- Chroococcidiopsis karnatakensis Gonzalves & Kamat
- Chroococcidiopsis kashayi Friedmann
- Chroococcidiopsis lichenoides Villanueva, P. Hasler & Casamatta
- Chroococcidiopsis muralis (Lagerheim) Miscoe & JRJohansen
- Chroococcidiopsis mysorensis Tiwari
- Chroococcidiopsis polansiana Andersen
- Chroococcidiopsis spinosa Kamat
- Chroococcidiopsis supralittoralis I.Dor, N.Carl & I.Baldinger
- Chroococcidiopsis thermalis Geitler
- Chroococcidiopsis umbratilis I.Dor, N.Carl & I.Baldinger
- Chroococcidiopsis versatilis I.Dor, N.Carl & I.Baldinger